# Джерело № 329 (урочище «Келечин»)
Джерело № 329 — гідрологічна пам'ятка природи місцевого значення в Україні. Об'єкт розташований на території Пилипецької сільської громади Хустського району Закарпатської області, неподалік від південної околиці села Келечин (за 200 м від автошляху Т 0718). 
Площа 0,5 га. Статус отриманий у 1984 році. Перебуває у віданні: ДП «Міжгірське ЛГ» (Ізківське л-во, кв. 18). 
Статус дано для збереження джерела вуглекислої гідрокарбонатно-кальцієво-натрієвої мінеральної води з великим вмістом заліза. Загальна мінералізація - 1,7 г/л, використовується для лікування органів травлення.